# Karl-Ludwig Kley
Karl-Ludwig Kley, född 11 juni 1951 i München i dåvarande Västtyskland, är en tysk företagsledare som är styrelseordförande för energikoncernen Eon SE och flygbolaget Deutsche Lufthansa AG. Han är också vice styrelseordförande för biltillverkaren Bayerische Motoren Werke AG (BMW) och ledamot i fotbollsklubben 1. FC Köln. Kley har tidigare arbetat inom kemisk- och läkemedelsindustrin, där han har bland annat varit finansdirektör för Bayer AG och styrelseordförande och VD för Merck KGAA. Han har även varit ledamot i fordonstillverkaren MAN SE, massmediekoncernen Bertelsmann AG, bankgruppen Deutsche Bank AG och telekommunikationsföretaget Verizon Communications Inc.
Kley avlade en doktorsexamen i juridik vid Münchens universitet 1986.